# Division I i bandy 1978/1979
Division I i bandy 1978/1979 var Sveriges högsta division i bandy för herrar säsongen 1978/1979. Södergruppsvinnaren IF Boltic lyckades vinna svenska mästerskapet efter seger med 7-4 mot norrgruppssegraren Brobergs IF i finalmatchen på Söderstadion i Stockholm den 18 mars 1979.

## Upplägg
Lag 1-4 i respektive grupp av de två geografiskt indelade 10-lagsgrupperna gick till slutspel, och lag 9 i respektive grupp gick till kval och lag 10 i respektive grupp flyttades ned till Division II.

## Förlopp
Skytteligan vanns av Pär Hedqvist, Brobergs IF med 43 fullträffar..

## Seriespelet

### Division I norra
Spelades 3 december 1978-28 februari 1979.
| Nr | Lag             | S  | V  | O | F  | +/-      | P  |
| -- | --------------- | -- | -- | - | -- | -------- | -- |
| 1  | Brobergs IF     | 18 | 14 | 1 | 3  | 116 - 52 | 29 |
| 2  | Selångers SK    | 18 | 11 | 2 | 5  | 65 - 44  | 24 |
| 3  | Hälleforsnäs IF | 18 | 10 | 1 | 7  | 69 - 67  | 21 |
| 4  | Sandvikens AIK  | 18 | 10 | 0 | 8  | 83 - 77  | 20 |
| 5  | Edsbyns IF      | 18 | 8  | 2 | 8  | 77 - 69  | 18 |
| 6  | Bollnäs GIF     | 18 | 7  | 3 | 8  | 63 - 65  | 17 |
| 7  | Skutskärs IF    | 18 | 7  | 2 | 9  | 73 - 78  | 16 |
| 8  | Ljusdals BK     | 18 | 7  | 2 | 9  | 57 - 64  | 16 |
| 9  | IK Sirius       | 18 | 6  | 3 | 9  | 58 - 69  | 15 |
| 10 | Hammarby IF     | 18 | 1  | 2 | 15 | 37 - 113 | 4  |

- IK Sirius kvar i Division I efter kvalspel.

### Division I södra
Spelades 3 december 1978-28 februari 1979.
| Nr | Lag             | S  | V  | O | F  | +/-     | P  |
| -- | --------------- | -- | -- | - | -- | ------- | -- |
| 1  | IF Boltic       | 18 | 13 | 2 | 3  | 88 - 52 | 28 |
| 2  | Örebro SK       | 18 | 10 | 4 | 4  | 63 - 59 | 24 |
| 3  | Katrineholms SK | 18 | 10 | 3 | 5  | 73 - 50 | 23 |
| 4  | Västerås SK     | 18 | 10 | 2 | 6  | 78 - 59 | 22 |
| 5  | Surte SK        | 18 | 9  | 1 | 8  | 58 - 50 | 19 |
| 6  | Villa BK        | 18 | 7  | 4 | 7  | 85 - 68 | 18 |
| 7  | IF Göta         | 18 | 8  | 2 | 8  | 49 - 58 | 18 |
| 8  | Vetlanda BK     | 18 | 5  | 5 | 8  | 45 - 66 | 15 |
| 9  | Nässjö IF       | 18 | 4  | 3 | 11 | 41 - 67 | 11 |
| 10 | Lesjöfors IF    | 18 | 1  | 0 | 17 | 42 - 93 | 2  |

- Nässjö IF kvar i Division I efter kvalspel.

## Seriematcherna

### Norrgruppen
| - 3 december 1978 Brobergs IF-Bollnäs GIF 6-5 - 3 december 1978 Edsbyns IF-Hälleforsnäs IF 11-5 - 3 december 1978 Hammarby IF-Selånger SK 2-5 - 3 december 1978 IK Sirius-Sandvikens AIK 2-3 - 3 december 1978 Skutskärs IF-Ljusdals BK 3-3 - 6 december 1978 Bollnäs-Skutskär 3-3 - 6 december 1978 Hälleforsnäs-Broberg 2-4 - 6 december 1978 Ljusdal-Sirius 4-3 - 6 december 1978 Sandviken-Hammarby 8-0 - 6 december 1978 Selånger-Edsbyn 3-2 - 10 december 1978 Broberg-Selånger 3-2 - 10 december 1978 Edsbyn-Sandviken 7-2 - 10 december 1978 Hammarby-Ljusdal 3-2 - 10 december 1978 Hälleforsnäs-Bollnäs 4-1 - 10 december 1978 Sirius-Skutskär 6-3 - 21 december 1978 Bollnäs-Sirius 1-2 - 21 december 1978 Ljusdal-Edsbyn 1-4 - 21 december 1978 Sandviken-Broberg 4-5 - 21 december 1978 Selånger-Hälleforsnäs 5-2 - 22 december 1978 Skutskär-Hammarby 9-2 - 26 december 1978 Broberg-Ljusdal 5-1 - 26 december 1978 Edsbyn-Bollnäs 2-2 - 26 december 1978 Hammarby-Sirius 0-7 - 26 december 1978 Hälleforsnäs-Sandviken 2-1 - 28 december 1978 Sandviken-Selånger 5-1 - 28 december 1978 Sirius-Edsbyn 5-4 - 28 december 1978 Skutskär-Broberg 2-8 - 30 december 1978 Sirius-Selånger 1-4 - 31 december 1978 Hammarby-Hälleforsnäs 3-4 - 2 januari 1979 Bollnäs-Hammarby 3-3 - 3 januari 1979 Edsbyn-Broberg 7-5 - 5 januari 1979 Bollnäs-Ljusdal 1-2 - 6 januari 1979 Broberg-Edsbyn 8-1 - 6 januari 1979 Hälleforsnäs-Hammarby 3-2 - 6 januari 1979 Selånger-Sirius 5-1 - 6 januari 1979 Skutskär-Sandviken 2-5 - 7 januari 1979 Bollnäs-Selånger 3-4 - 7 januari 1979 Hammarby-Broberg 1-7 - 7 januari 1979 Ljusdal-Sandviken 2-4 - 7 januari 1979 Sirius-Hälleforsnäs 1-6 - 7 januari 1979 Skutskär-Edsbyn 5-3 - 10 januari 1979 Ljusdal-Bollnäs 7-4 - 10 januari 1979 Sandviken-Skutskär 5-4 | - 14 januari 1979 Broberg-Sirius 6-2 - 14 januari 1979 Edsbyn-Hammarby 10-2 - 14 januari 1979 Hälleforsnäs-Skutskär 7-4 - 14 januari 1979 Sandviken-Bollnäs 4-6 - 14 januari 1979 Selånger-Ljusdal 4-0 - 17 januari 1979 Broberg-Hälleforsnäs 11-0 - 17 januari 1979 Edsbyn-Selånger 2-2 - 17 januari 1979 Hammarby-Sandviken 6-12 - 17 januari 1979 Sirius-Ljusdal 3-3 - 17 januari 1979 Skutskär-Bollnäs 5-6 - 21 januari 1979 Bollnäs-Broberg 1-9 - 21 januari 1979 Hälleforsnäs-Edsbyn 8-0 - 21 januari 1979 Ljusdal-Skutskär 1-5 - 21 januari 1979 Sandviken-Sirius 7-3 - 21 januari 1979 Selånger-Hammarby 3-3 - 7 februari 1979 Broberg-Skutskär 10-4 - 7 februari 1979 Edsbyn-Sirius 6-2 - 7 februari 1979 Hammarby-Bollnäs 1-2 - 7 februari 1979 Hälleforsnäs-Ljusdal 7-2 - 7 februari 1979 Selånger-Sandviken 5-1 - 11 februari 1979 Selånger-Skutskär 6-3 - 11 februari 1978 Ljusdal-Hällefornäs 3-4 - 17 februari 1979 Bollnäs-Edsbyn 4-2 - 17 februari 1979 Ljusdal-Broberg 5-1 - 17 februari 1979 Sandviken-Hälleforsnäs 7-4 - 17 februari 1979 Sirius-Hammarby 7-1 - 17 februari 1979 Skutskär-Selånger 1-3 - 18 februari 1979 Broberg-Sandviken 10-5 - 18 februari 1979 Edsbyn-Ljusdal 4-2 - 18 februari 1979 Hammarby-Skutskär 2-5 - 18 februari 1979 Hälleforsnäs-Selånger 2-1 - 18 februari 1979 Sirius-Bollnäs 5-3 - 21 februari 1979 Bollnäs-Hälleforsnäs 3-2 - 21 februari 1979 Ljusdal-Hammarby 8-1 - 21 februari 1979 Sandviken-Edsbyn 6-3 - 21 februari 1979 Selånger-Broberg 4-2 - 21 februari 1979 Skutskär-Sirius 6-1 - 25 februari 1979 Bollnäs-Sandviken 9-0 - 25 februari 1979 Hammarby-Edsbyn 3-6 - 25 februari 1979 Ljusdal-Selånger 5-4 - 25 februari 1979 Sirius-Broberg 4-4 - 25 februari 1979 Skutskär-Hälleforsnäs 5-4 - 28 februari 1979 Broberg-Hammarby 12-2 - 28 februari 1979 Edsbyn-Skutskär 3-4 - 28 februari 1979 Hälleforsnäs-Sirius 3-3 - 28 februari 1979 Sandviken-Ljusdal 4-6 - 28 februari 1979 Selånger-Bollnäs 4-6 |

### Södergruppen
| - 3 december 1978 IF Göta-Nässjö IF 2-0 - 3 december 1978 Katrineholms SK-IF Boltic 5-3 - 3 december 1978 Surte SK-Västerås SK 1-2 - 3 december 1978 Vetlanda BK-Örebro SK 3-3 - 3 december 1978 Villa BK-Lesjöfors IF 7-0 - 6 december 1978 Boltic-Surte 6-0 - 6 december 1978 Lesjöfors-Vetlanda 0-2 - 6 december 1978 Nässjö-Katrineholm 1-5 - 6 december 1978 Västerås-Villa 6-3 - 6 december 1978 Örebro-IF Göta 3-1 - 10 december 1978 IF Göta-Lesjöfors 2-1 - 10 december 1978 Surte-Katrineholm 3-1 - 10 december 1978 Vetlanda-Västerås 3-4 - 10 december 1978 Villa-Boltic 7-1 - 10 december 1978 Örebro-Nässjö 3-3 - 21 december 1978 Boltic-Vetlanda 6-2 - 21 december 1978 Katrineholm-Villa 3-1 - 21 december 1978 Lesjöfors-Örebro 3-5 - 21 december 1978 Nässjö-Surte 1-4 - 21 december 1978 Västerås-IF Göta 7-2 - 26 december 1978 IF Göta-Boltic 3-3 - 26 december 1978 Lesjöfors-Katrineholm 2-6 - 26 december 1978 Vetlanda-Nässjö 2-2 - 26 december 1978 Villa-Surte 5-5 - 26 december 1978 Örebro-Västerås 4-3 - 28 december 1978 Boltic-Örebro 3-4 - 28 december 1978 Katrineholm-IF Göta 8-0 - 28 december 1978 Nässjö-Villa 3-2 - 28 december 1978 Surte-Vetlanda 8-1 - 28 december 1978 Västerås-Lesjöfors 4-1 - 30 december 1978 Surte-Lesjöfors 6-2 - 31 december 1978 Vetlanda-IF Göta 0-5 - 3 januari 1979 Örebro-Villa 4-7 - 3 januari 1979 Katrineholm-Västerås 7-3 - 3 januari 1979 Nässjö-Boltic 2-4 - 6 januari 1979 IF Göta-Vetlanda 3-2 - 6 januari 1979 Lesjöfors-Surte 2-3 - 6 januari 1979 Villa-Örebro 11-3 - 7 januari 1979 Boltic-Västerås 7-3 - 7 januari 1979 Katrineholm-Vetlanda 7-2 - 7 januari 1979 Nässjö-Lesjöfors 5-4 - 7 januari 1979 Surte-Örebro 3-5 - 7 januari 1979 Villa-IF Göta 6-3 - 10 januari 1979 Boltic-Nässjö 5-1 - 10 januari 1979 Västerås-Katrineholm 11-2 | - 12 januari 1979 Örebro-Katrineholm 3-1 - 14 januari 1979 IF Göta-Surte 2-3 - 14 januari 1979 Lesjöfors-Boltic 4-9 - 14 januari 1979 Vetlanda-Villa 4-4 - 14 januari 1979 Västerås-Nässjö 9-4 - 17 januari 1979 IF Göta-Örebro 3-6 - 17 januari 1979 Katrineholm-Nässjö 6-2 - 17 januari 1979 Surte-Boltic 3-4 - 17 januari 1979 Villa-Västerås 6-3 - 18 januari 1979 Vetlanda-Lesjöfors 6-4 - 21 januari 1979 Boltic-Katrineholm 3-2 - 21 januari 1979 Lesjöfors-Villa 4-8 - 21 januari 1979 Nässjö-IF Göta 5-2 - 21 januari 1979 Västerås-Surte 4-2 - 21 januari 1979 Örebro-Vetlanda 4-2 - 7 februari 1979 IF Göta-Katrineholm 2-1 - 7 februari 1979 Lesjöfors-Västerås 3-5 - 7 februari 1979 Vetlanda-Surte 3-2 - 7 februari 1979 Villa-Nässjö 1-3 - 7 februari 1979 Örebro-Boltic 3-6 - 17 februari 1979 Boltic-IF Göta 4-3 - 17 februari 1979 Katrineholm-Lesjöfors 6-2 - 17 februari 1979 Nässjö-Vetlanda 2-3 - 17 februari 1979 Surte-Villa 3-1 - 17 februari 1979 Västerås-Örebro 2-2 - 18 februari 1979 IF Göta-Västerås 3-1 - 18 februari 1979 Surte-Nässjö 4-0 - 18 februari 1979 Vetlanda-Boltic 0-0 - 18 februari 1979 Villa-Katrineholm 4-4 - 18 februari 1979 Örebro-Lesjöfors 4-1 - 21 februari 1979 Boltic-Villa 11-6 - 21 februari 1979 Katrineholm-Surte 3-2 - 21 februari 1979 Lesjöfors-IF Göta 1-2 - 21 februari 1979 Nässjö-Örebro 1-3 - 21 februari 1979 Västerås-Vetlanda 7-3 - 25 februari 1979 Boltic-Lesjöfors 9-2 - 25 februari 1979 Katrineholm-Örebro 3-3 - 25 februari 1979 Nässjö-Västerås 2-2 - 25 februari 1979 Surte-IF Göta 3-7 - 25 februari 1979 Villa-Vetlanda 2-4 - 28 februari 1979 IF Göta-Villa 4-4 - 28 februari 1979 Lesjöfors-Nässjö 6-4 - 28 februari 1979 Vetlanda-Katrineholm 3-3 - 28 februari 1979 Västerås-Boltic 2-4 - 28 februari 1979 Örebro-Surte 1-3 |

## Slutspel om svenska mästerskapet 1979

### Kvartsfinaler (bäst av tre matcher)
- 2 mars 1979: Brobergs IF-Katrineholms SK 7-3
- 2 mars 1979: Västerås SK-Hälleforsnäs IF 3-2
- 2 mars 1979: IF Boltic-Sandvikens AIK 8-2
- 2 mars 1979: Selångers SK-Örebro SK 3-1

- 4 mars 1979: Katrineholms SK-Brobergs IF 3-8
- 4 mars 1979: Hälleforsnäs IF-Västerås SK 3-1
- 4 mars 1979: Sandvikens AIK-IF Boltic 0-3
- 4 mars 1979: Örebro SK-Selångers SK 2-3

- 6 mars 1979: Hälleforsnäs IF-Västerås SK 5-3
- 6 mars 1979: Brobergs IF-Katrineholms SK 5-2

### Semifinaler (bäst av tre matcher)
- 9 mars 1979: Brobergs IF-Hälleforsnäs IF 8-3
- 9 mars 1979: Selångers SK-IF Boltic 5-2

- 11 mars 1979: Hälleforsnäs IF-Brobergs IF 2-1

- 13 mars 1979: Brobergs IF-Hälleforsnäs IF 5-2
- 13 mars 1979: IF Boltic-Selångers SK 3-1

### Final
- 18 mars 1979: IF Boltic-Brobergs IF 7-4 (Söderstadion, Stockholm)

## Svenska mästarna
Mall:IF Boltic 1978/1979